# Lars Michaelsen
Lars Michaelsen, född 13 mars 1969 i Köpenhamn[källa behövs], är en dansk före detta professionell tävlingscyklist. Han tävlade för Team CSC under sina sista år som professionell. Han kom till det danska stallet 2003 efter två år i Team Coast, som var tvungna att lägga ner under säsongen 2003 på grund av pengaproblem.
Michaelsen blev professionell 1994 med Catavana-A.S. Corbeil och vann under sitt första år som professionell Paris–Bourges. Han slutade också tvåa på Grand Prix Denain. 
Michaelsen fick sitt genombrott när han 1995 vann Gent-Wevelgem, men var då anställd av Festina-Lotus. Under året slutade han också tvåa i Paris–Bourges efter italienaren Daniele Nardello. Michaelsen slutade också tvåa på Post Danmark Rundt första etapp.
Den danska cyklisten cyklade med TVM-Farm Frites mellan 1997 och 1998. Under sin första säsong med stallet vann han etapp 1 på Vuelta a España 1997 och fick därefter bära ledartröjan under tre dagar (etapp 2, 3 och fem). 
Lars Michaelsen blev tvåa på Gent-Wevelgem året därpå efter belgaren Frank Vandenbroucke. Dansken slutade också tvåa Tirreno-Adriaticos första etapp efter italienaren Gabriele Balducci.
Inför säsongen 1999 bytte dansken stall till det franska Française des Jeux och stannade med dem under två säsongen. Under sin första säsong med det franska stallet vann han etapp 1 och 5 på Trans Canada.
Under sin andra och sista säsong med Française des Jeux vann han Grand Prix Van Steenbergen och etapp 2 av Danmark Rundt. 
Året därpå valde dansken att cykla för Team Coast, och gjorde det även under följande säsong. Hans bästa resultat under säsongen var en andra plats på Tour de Picardies fjärde etapp och en tredje plats på etapp 3 av Katalonien runt.
Inför säsongen 2003 valde dansken att gå över till det danska Team CSC-stallet på grund av Team Coasts ekonomiska problem. Senare under året lade Team Coast ner all sin verksamhet. Under sitt första år i det danska stall vann han etapp 2 på Dunkirks fyradagars och etapp 2 på Hessen Rundfahrt.
Året därpå vann han den amerikanska tävlingen CSC Invitational. Han slutade också tvåa på etapp 3 av Nederländerna runt efter den italienska spurtaren Alessandro Petacchi. Michaelsen slutade trea i den amerikanska tävlingen Wachovia Classic efter amerikanen Fred Rodriguez och Gordon Fraser från Kanada.
Under säsongen 2005 vann Lars Michaelsen etapp 3 och slutligen också sammanställningen på Tour of Qatar. Under säsongen blev han också tredje man över mållinjen i Doha International GP och den amerikanska tävlingen Wachovia Classic. I slutet av juni 2005 slutade han två i det danska nationsmästerskapets linjelopp efter stallkamraten Lars Ytting Bak.
Han avslutade sin karriär efter sin favorittävling Paris–Roubaix 2007. I den tävlingen blev han elfte man, efter att ha kraschat två gånger under den sista milen. Vann gjorde Michaelsens stallkamrat Stuart O'Grady. Under Paris–Roubaix 2006 hjälpte han stallkamraten Fabian Cancellara att vinna tävlingen, själv slutade han på 19:e plats.
Sin sista seger i karriären tog han när han vann etapp 1 under Tour of Georgia 2006 strax före amerikanen Fred Rodriguez.
Dansken har blivit femma på Paris–Roubaix två gånger under sin karriär.
Lars Michaelsen gjorde sin debut som sportdirektör för Team CSC på Omloop Het Volk och Kuurne–Bryssel–Kuurne 2008.

## Meriter
1994
Paris–Bourges
Bol d'Air Creusois
Fresca Classic
International Cycling Classic
2:a, Grand Prix Denain
1995
Gent-Wevelgem
1996
Etapp 3, Geelong Bay Classic Series
1997
Etapp 1, Vuelta a España
Etapp 1, Vuelta a Burgos
1998
2:a, Omloop der Vlaamse Ardennen-Ichtegem
2:a, etapp 1, Tirreno-Adriatico
2:a, Gent-Wevelgem
1999
Etapp 1 och 5, Trans Canada
2:a, etapp 4, Nederländerna runt
2:a, Tour de Vendée
3:a, etapp 1, Post Danmark Rundt
116:e, Tour de France 1999
2000
Etapp 2, Danmark Rundt
Grand Prix Van Steenbergen
2:a, Bryssel–Izegem
2:a, Guldensporentweedaagse
2:a, etapp 1
3:a, etapp 2
2:a, etapp 2, Nederländerna runt
3:a, Dwars door Vlaanderen
3:a, etapp 8, Tirreno-Adriatico
2001
2:a, etapp 4, Tour de Picardie
3:a, etapp 3, Katalonien runt
2003
Etapp 2, Dunkirks fyradagars
Etapp 2, Hessen Rundfahrt
2:a, Classic Haribo
3:a, etapp 5, Tour of Qatar
2004
CSC Invitational (USA)
2:a, etapp 3, Nederländerna runt
3:a, Wachovia Classic
2005
Etapp 3 och sammanställningen, Tour of Qatar
2:a, Danska nationsmästerskapen – linjelopp
3:a, Doha International GP
3:a, Wachovia Classic
2006
Etapp 1, Tour de Georgia

## Stall
- 1994 Catavana-A.S. Corbeil
- 1995–1996 Festina-Lotus
- 1997–1998 TVM-Farm Frites
- 1999–2000 Française des Jeux
- 2001–2002 Team Coast
- 2003–2007 Team CSC